# Mysłów (województwo dolnośląskie)

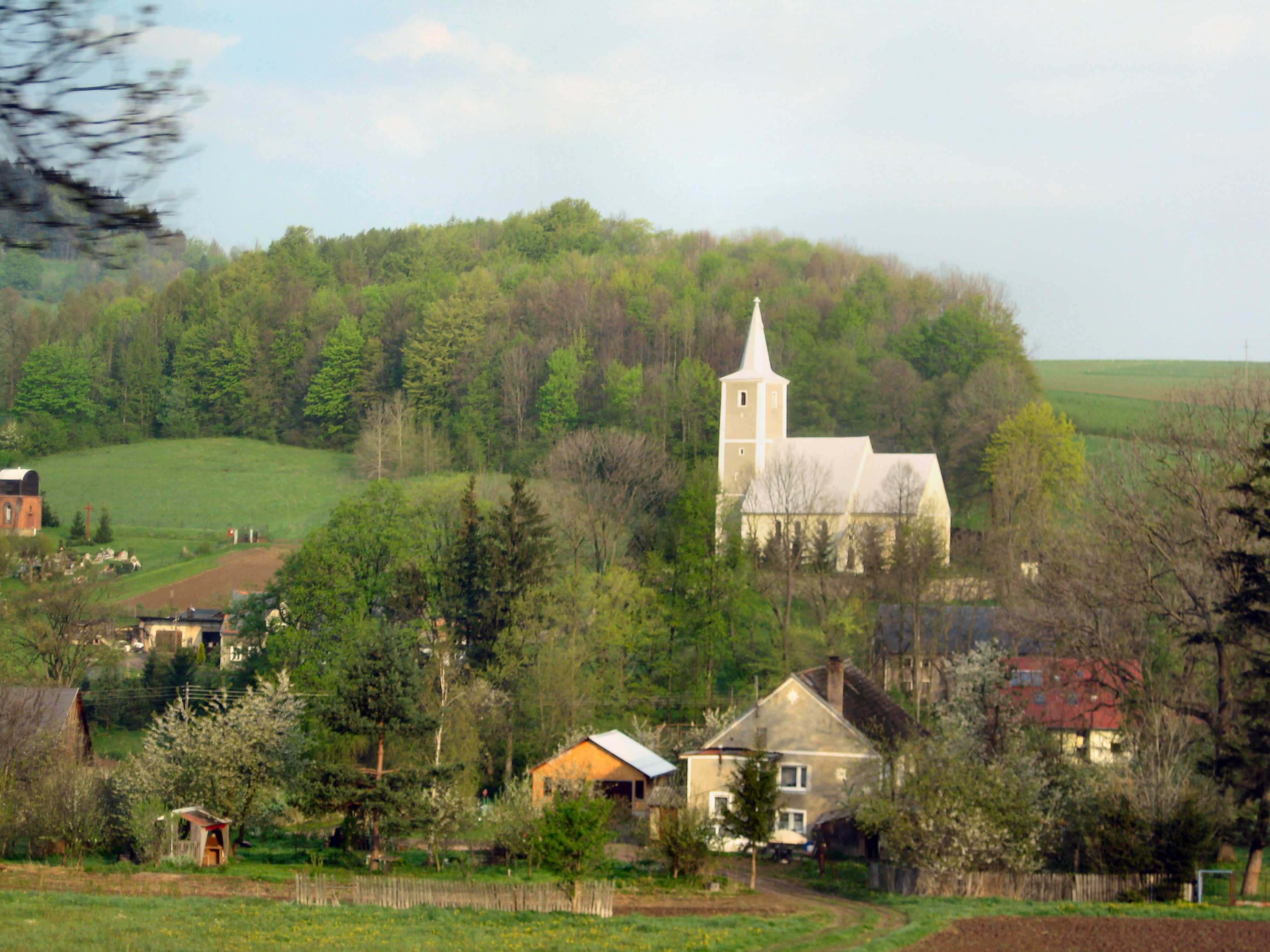
Kościół w Mysłowie

Mysłów (niem. Seitendorf) – wieś w Polsce położona w województwie dolnośląskim, w powiecie jaworskim, w gminie Bolków, we wschodniej części Gór Kaczawskich w Sudetach Zachodnich.

## Położenie
Mysłów leży na obszarze Wschodniego Grzbietu Gór Kaczawskich. Wieś jest położona nad potokiem Mokrzynka, równolegle do drogi Wrocław-Jelenia Góra.
Okolice zbudowane są z metamorfiku kaczawskiego. Występują tu łupki radzimowickie, zieleńce i wapienie krystaliczne (marmury). Te ostatnie były eksploatowane w kilku kamieniołomach - dwóch na wzgórzu Osełka oraz w kamieniołomie Sobocin na południe od wsi. W obu miejscach znajdują się ruiny wapienników.

## Podział administracyjny
W latach 1975–1998 miejscowość administracyjnie należała do województwa jeleniogórskiego.

## Historia
Dawniej wieś dzieliła się na trzy części: Mysłów Średni (Mittel-Seitendorf), Mysłów Dolny (Nieder-Seitendorf) i Mysłów Górny (Ober-Seitendorf). Do Górnego Mysłowa należała kolonia Ueberschaar.

### Kalendarium
- 1203 - pierwsza wzmianka o wsi w dokumencie księcia Henryka Brodatego, który nadał klasztorowi w Lubiążu 500 łanów ziem, wśród której znalazł się Seitendorf,
- 1423 - wieś kupuje od klasztoru Opitz Wolf Zedlitz z Maciejowej (niem. Maiwald) za 160 kop groszy, inne źródła podają, że 1 sierpnia 1473 r. w. wieś zakupił Georg von Zedlitz (zwany Affe),
- 1428 - podczas wojen husyckich, wieś zostaje częściowa spalona i zniszczona,
- 1 października 1932 - pruska reforma administracyjna, Mysłów zostaje włączony do powiatu jeleniogórskiego,
- 1 września 1968 – początek wydobywania piasku i żwiru na terenie Żwirowni Mysłów II (2922KN) na powierzchni 6,97 ha.

### Dawne nazwy
- Schottendorf
- Siebotendorf
- Sybotindorf
- Seibottendorf
- Seitendorf
- obecnie - Mysłów

Po II wojnie światowej, w 1946 roku, miejscowość ta przejściowo nazywała się Sobocin.

### Zabytki
Do wojewódzkiego rejestru zabytków wpisane są obiekty:
- kościół filialny pw. św. Jana Chrzciciela, wzniesiony w stylu gotyckim w XIV w., przebudowany w stylu barokowym w XVII w.
- cmentarz przykościelny, dawny ewangelicki
- zespół pałacowy, z drugiej poł. XVIII wieku, przebudowany w drugiej poł. XIX wieku:
  - pałac
  - park pałacowy

inne zabytki:
- ruiny wapienników.

## Stowarzyszenia i związki
- Ochotnicza Straż Pożarna w Mysłowie
- Koło Gospodyń Wiejskich (KGW)
- Stowarzyszenie Na Rzecz Rozwoju Wsi Mysłów

Dawniej we wsi istniał zespół ludowy Mysłowianki, obecnie podjęto próbę jego reaktywacji.

## Szlaki turystyczne
- czerwony – Szlakiem Zamków prowadzący z Bolkowa do Bolkowa przez wsie: Wolbromek, Kłaczyna, Świny, Gorzanowice, Jastrowiec, Lipa, Muchówek, Radzimowice, Mysłów, Płonina, Pastewnik Górny, Wierzchosławice.